# Augustus från Prima Porta
Augustus från Prima Porta (italienska: Augusto di Prima Porta) är en klassisk skulptur från cirka 20–1 f.Kr. Skulpturen föreställer Roms förste kejsare Augustus i naturlig storlek. Den ursprungliga versionen antas ha varit i brons och är förlorad. 
En 2,08 meter hög och 1 000 kilo tung kopia i mamor påträffades 1863 vid Livias villa i Prima Porta, idag en förort till Rom. Villan var uppkallad efter Augustus tredje hustru Livia som efter makens död drog sin undan till det då lantliga Prima Porta. Skulpturen förvaras i dag i Vatikanmuseerna.
Skulpturen framställer kejsaren i militär rustning, men samtidigt med vissa övermänskliga drag som Amorfiguren vid hans högra ben. De nakna fötterna markerar gudomlighet varför man kan anta att originalskulpturen utförts efter Augustus upphöjelse. På bröstpansaret firas fredsfördraget med partherna som ingicks år 20 f.Kr. Detta var en stor diplomatisk seger för Augustus och innebar att romarna återfick de fälttecken som förlorats i slaget vid Carrhae år 53 f.Kr. Bröstpansaret visar därmed att skulpturen, åtminstone marmorversionen, inte kan vara äldre än från år 20 f.Kr. 
Under Augustus tid förändrades porträttstilen inom konsten. Romarna övergav den realistiska verismen och återgick till den grekiska högklassiska stilen som hade sin utgångspunkt i den idealiserande proportionsläran. Augustus från Prima Porta har stora likheter med Polykleitos Spjutbäraren (Doryforos) från 400-talet f.Kr.